# 畦野駅
畦野駅（うねのえき）は、兵庫県川西市東畦野二丁目にある能勢電鉄妙見線の駅。駅番号はNS09。

## 歴史

### 年表
- 1923年（大正12年）11月3日：開業[1][2]。
- 1974年（昭和49年）5月19日：現在地に移転[1][2][3]。

### 駅名の由来
周辺の地名から。9世紀ごろから猪名川と能勢川の合流点付近に摂津国管理の牧(牧場)がおかれ、「畝野牧」と呼ばれていた。これは現在の川西市西畦野付近で、時代と共に「畝野」が現在の「畦野」に変化したといわれている。

## 駅構造
相対式2面2線のホームを持つ地上駅。ホームの中程を道路がオーバークロスしている。
駅舎は橋上駅舎であるが、駅東口側は高台となっており、改札口と同じ高さの駅前広場があり、バスターミナルもこちら側にある。そのまま同じ高さが地上となっている。駅西口については北側へは階段での昇降となるが、南側は高台となっているため、スロープでの昇降が可能である。
2010年にバリアフリー化工事が完成し、エレベーター・多機能トイレ・2段式手摺りが新たに設置された。両ホームに以前から設置されていた上下両方向のエスカレーターと合わせ、能勢電鉄の駅で最もバリアフリー化の進んだ駅と言える。トイレは改札内にあり、ホームのエスカレーター下には待合室がある。改札外の東口側には喫茶店がテナントとして入居している。
8両編成の特急「日生エクスプレス」停車駅であるため、両ホームの有効長は8両である。ホームの南端はトンネル（畦野隧道）に接触している。
当駅には日生エクスプレスを含めた能勢電鉄の全ての営業列車が停車するが、2008年に自動放送が整備されるまで列車案内の設備がなかった。
なお旧駅時代は、列車交換が可能な相対式2面2線のホームを持つ地上駅で、上下ホームは構内踏切で連絡されており、それぞれのホームに待合室が設置されていた。

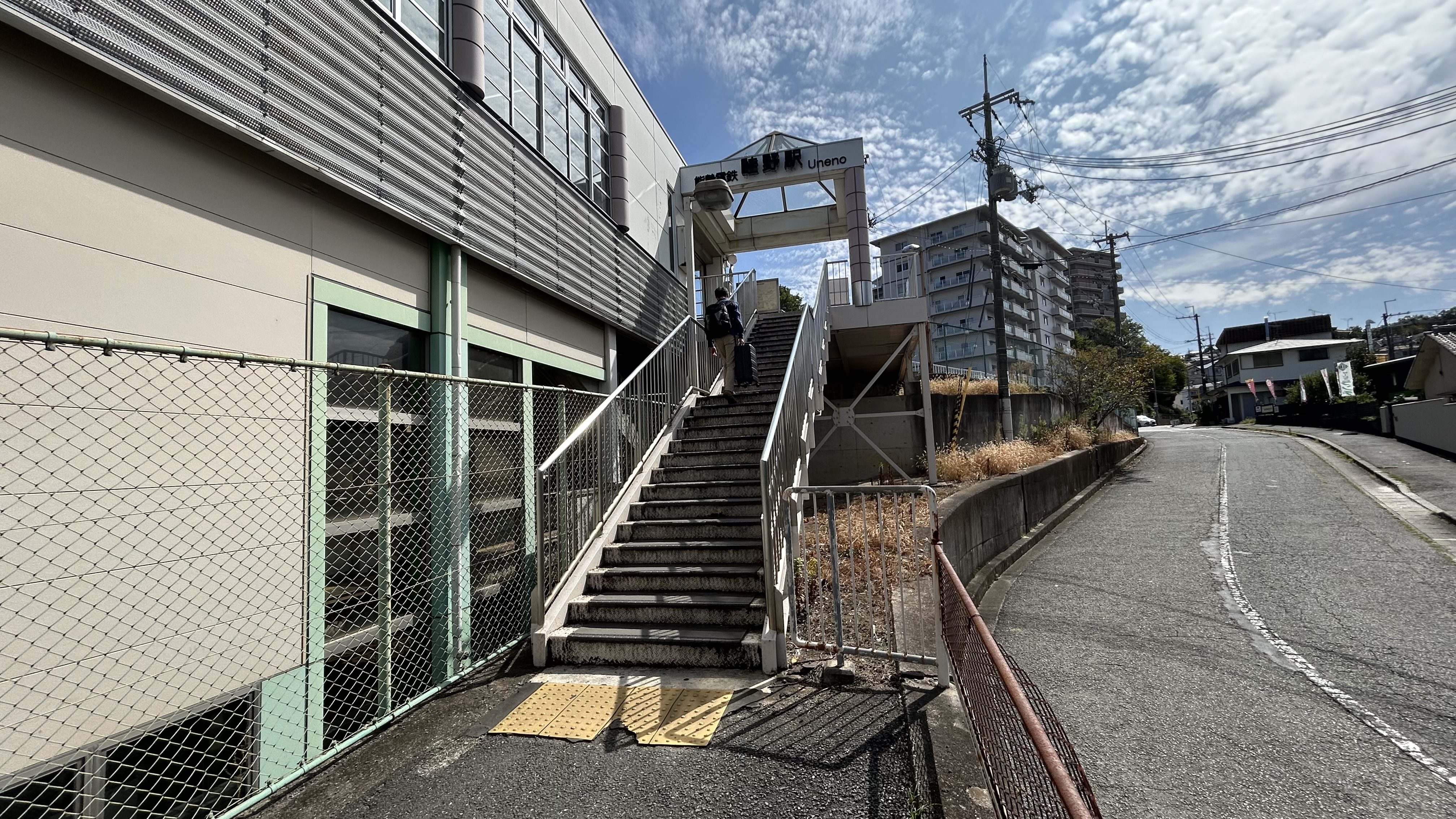
駅西口
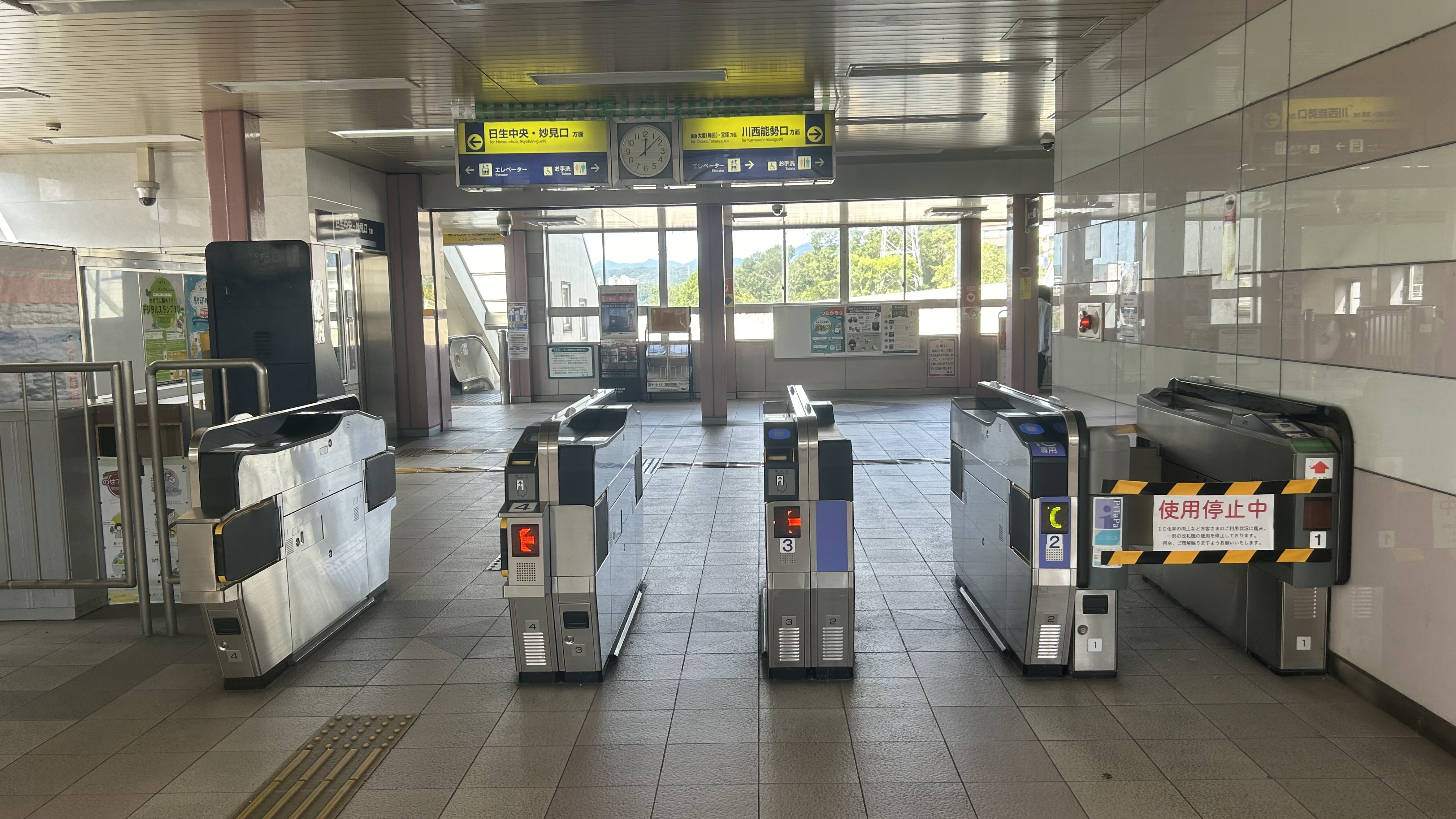
改札口
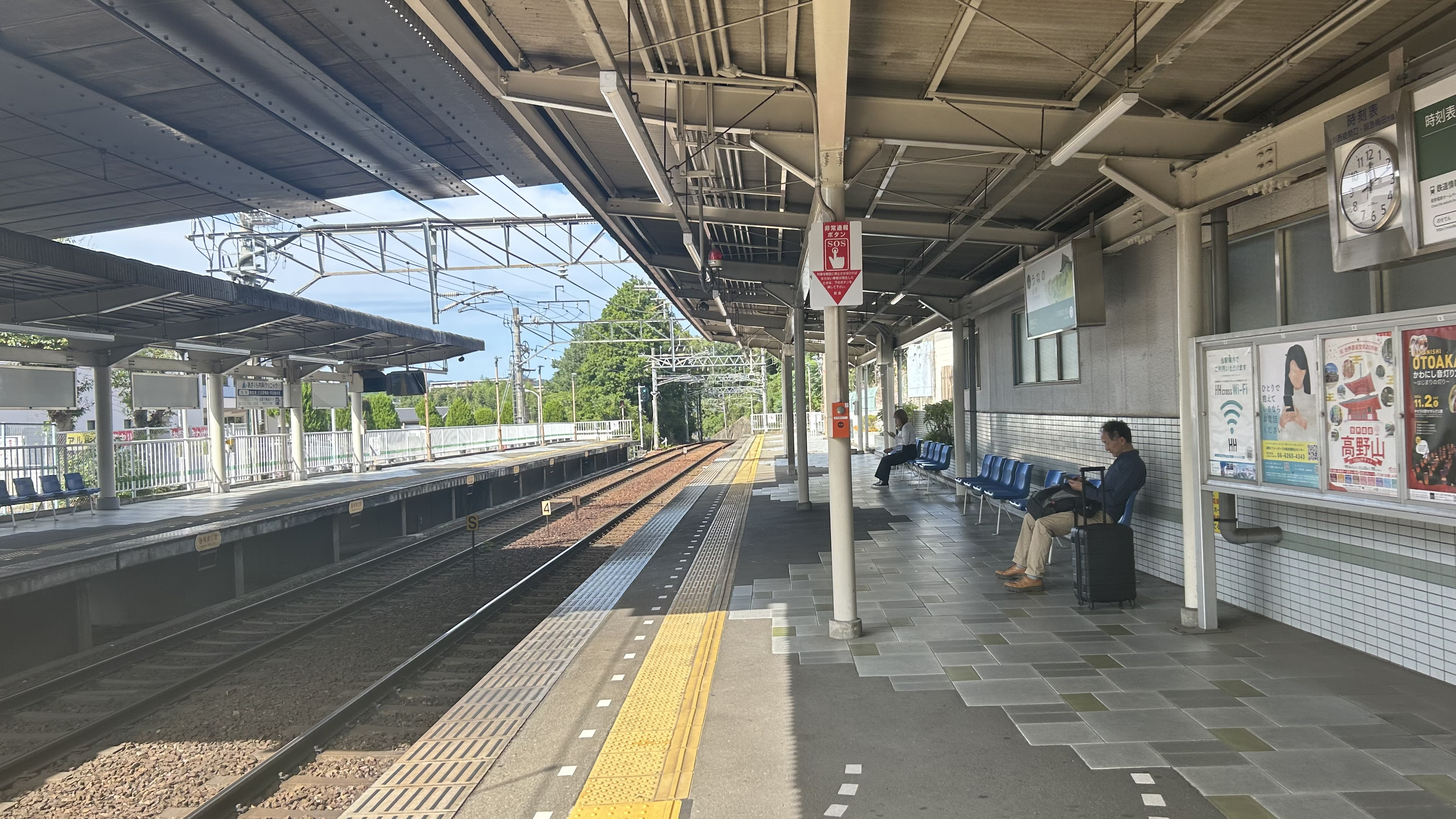
川西能勢口方面ホーム
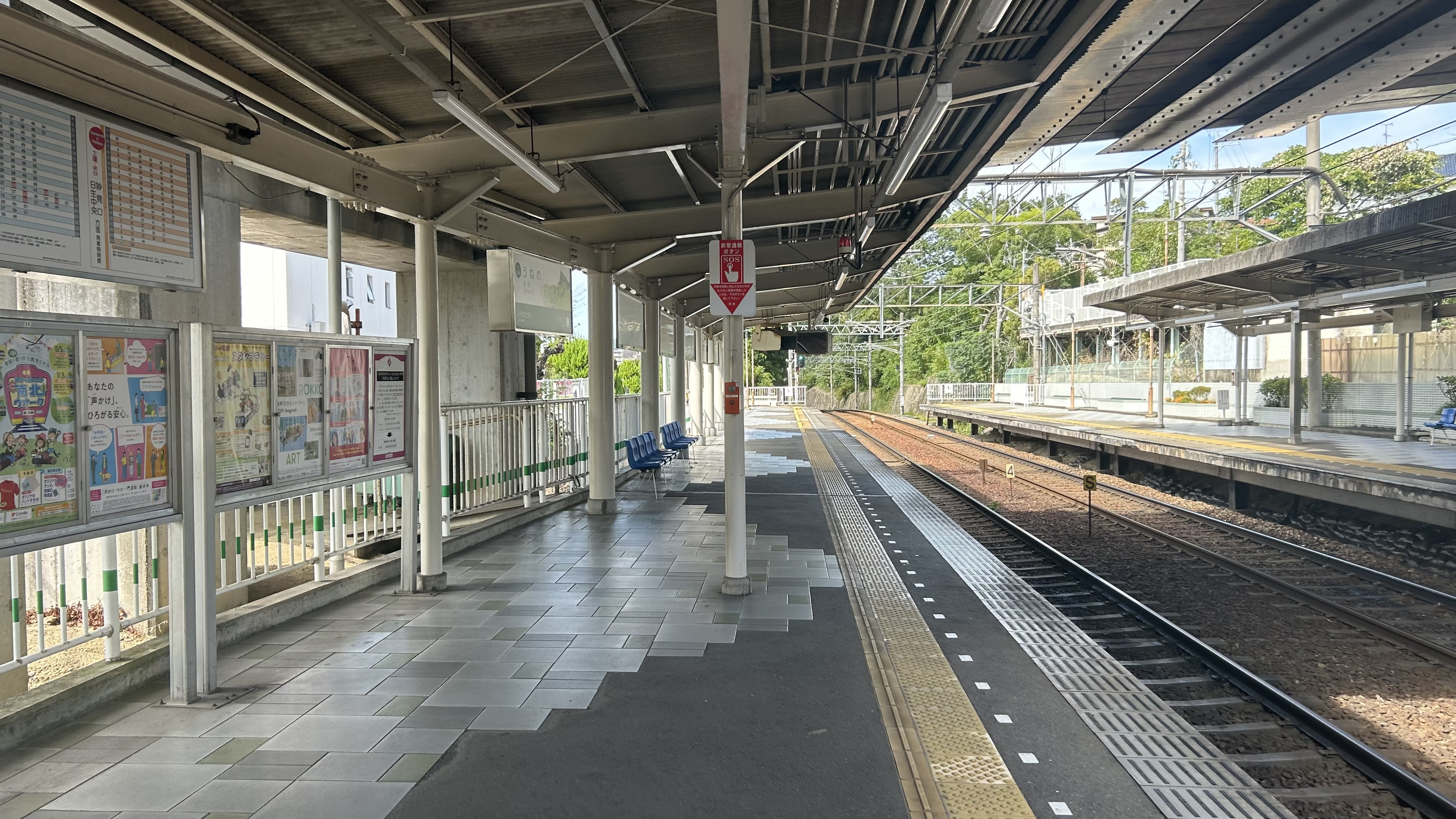
日生中央方面ホーム
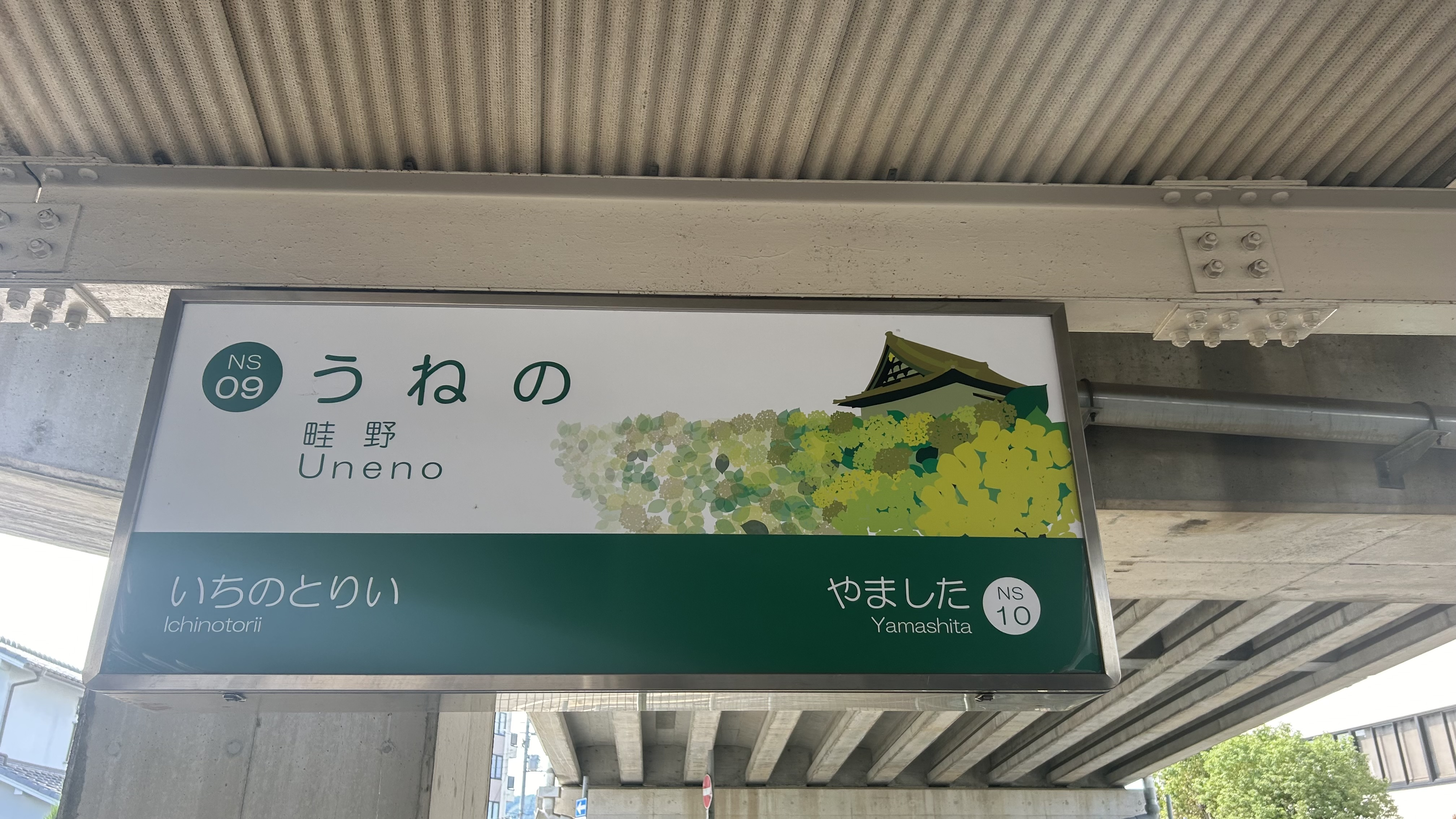
駅名標

## 利用状況
川西市統計年鑑によると、1日の平均乗車人員ならびに乗降人員は以下の通りである。妙見線の途中駅では最も利用者数が多い。
| 年度   | 1日平均 乗車人員 | 1日平均 乗降人員 |
| ------ | ---------------- | ---------------- |
| 2013年 | 4,260            |                  |
| 2014年 | 4,248            |                  |
| 2015年 | 3,837            |                  |
| 2016年 | 3,812            |                  |
| 2017年 | 3,859            |                  |
| 2018年 | 3,874            |                  |
| 2019年 | 3,831            | 7,705            |
| 2020年 | 3,348            | 6,727            |
| 2021年 | 3,226            | 6,457            |
| 2022年 | 3,464            | 7,019            |
| 2023年 | 3,494            | 7,061            |

## 駅周辺
- コープこうべ うねの
- セブン-イレブン 川西東畦野2丁目店
- セブン-イレブン 川西東畦野3丁目店
- 八剣伝 川西畦野店
- 日本郵便 川西北郵便局
- 池田泉州銀行うね野支店（旧：池田店）
- 国道173号
- 兵庫県道721号川西インター線

## バス路線
「畦野駅」停留所に阪急バスの大和団地線が乗入れる。
- 大和(1)系統 - 大和西一丁目→第十公園前→大和西二丁目循環
- 大和(2)系統 - 大和西二丁目→第十公園前→大和西一丁目循環
- 大和(1)・(2)系統 - 大和西三丁目・山下駅・川西病院経由 平野駅行き

## 隣の駅
能勢電鉄
妙見線
■特急「日生エクスプレス」
平野駅 (NS07) - 畦野駅 (NS09) - 山下駅 (NS10)
■普通
一の鳥居駅 (NS08) - 畦野駅 (NS09) - 山下駅 (NS10)